# Yannic Eilers
Yannic Eilers (* 10. Juni 1998) ist ein deutscher Schauspieler.

## Leben
Yannic Eilers stammt aus Glinde, wo er das Gymnasium im Schulzentrum Glinde besuchte. Ab 2011 erhielt er Schauspielunterricht an der „New Talent Schauspielschule für Kinder, Jugendliche und junge Erwachsene“ in Hamburg. Von 2017 bis 2020 studierte er Schauspiel an der Filmuniversität Babelsberg Konrad Wolf.
Eilers stand bereits als Jugendlicher vor der Kamera. In der 11. Staffel der Kinder- und Jugendserie Die Pfefferkörner (2014) spielte er den verdächtigen „Mädchenschwarm“ Ivo Siemers, in den sich die Serienhauptfigur Ceyda (Merle de Villiers) verliebt.
Für das Fernsehen arbeitete er seither u. a. unter der Regie von Miguel Alexandre, Oren Schmuckler, Stefanie Sycholt und Micaela Zschieschow.
In der ZDF-„Herzkino“-Reihe war er in der Inga-Lindström-Verfilmung Klang der Sehnsucht (2019) in einer Nebenrolle als Freddy zu sehen. In der 14. Staffel der ZDF-Serie Notruf Hafenkante (2019) hatte er, gemeinsam mit Jonathan Elias Weiske, eine der Episodenhauptrollen als tatverdächtiger Boxschüler eines modernen Hamburger Pfarrers.
In der 23. Staffel der TV-Serie In aller Freundschaft (2020) übernahm Eilers die wiederkehrende Serienrolle von Nils Winter; er spielt den aus Chile zurückgekehrten Freund der Serienfigur Lisa Schroth (Ella Zirzow). In der 3. Staffel der ZDF-Serie SOKO Hamburg (2021) übernahm Eilers eine der Episodenrollen als tatverdächtiger Anführer einer Jugendgang, die nachts auf einem Friedhof Pranks veranstalten wollte.
2019 gastierte er in der Produktion Homo empathicus von Rebekka Kricheldorf am Hans Otto Theater in Potsdam.
Yannic Eilers lebt in Potsdam und in Schleswig-Holstein.

## Filmografie (Auswahl)
- 2014: Die Pfefferkörner: Liebe macht blind (Fernsehserie, eine Folge)
- 2015: Notruf Hafenkante: Mattes unter Verdacht (Fernsehserie, eine Folge)
- 2019: In Wahrheit: Still ruht der See (Fernsehreihe)
- 2019: Inga Lindström: Klang der Sehnsucht (Fernsehreihe)
- 2019: Notruf Hafenkante: Versuchung (Fernsehserie, eine Folge)
- 2020: In aller Freundschaft (Fernsehserie, Serienrolle)
- 2021: SOKO Hamburg: Nachts auf dem Friedhof (Fernsehserie, eine Folge)
- 2022: High Hopes (Kurzfilm)
- 2022: Wendland – Stiller und die Geister der Vergangenheit (Fernsehreihe)
- 2024: Helen Dorn: Der deutsche Sizilianer (Fernsehreihe)